# Juan Crisóstomo Torrico
Juan Crisóstomo Torrico González (Lima, 21 gennaio 1808 – Parigi, 27 marzo 1875) è stato un politico peruviano, Presidente del Perù dal 16 agosto al 17 ottobre 1842.